# Cliffe and Cliffe Woods
Cliffe and Cliffe Woods är en civil parish i grevskapet Kent i sydöstra England. Den ligger i enhetskommunen Medway på halvön Hoo, och utgörs av orterna Cliffe och Cliffe Woods. Civil parishen hade 5 559 invånare vid folkräkningen år 2021.